# Idella
Idella va ser un setmanari en castellà sobre informació local, art i literatura que es va editar a la ciutat d'Elda entre 1926 i 1930.

## Història
El setmanari va eixir al carrer el 8 de febrer de 1926. Fundat per l'empresari local Manuel Maestre Gras, que va exercir de mecenes del projecte. Si bé el seu àmbit de distribució se circumscrivia principalment a la ciutat d'Elda, la qualitat i quantitat de col·laboradors literaris feia que la seua presència arribara fins a diferents punts de la geografia espanyola, gràcies al sistema de subscripció. El subtítol de capçalera el defineix com setmanari independent; no obstant això, l'equip de professionals que conformaven el setmanari en la seua fundació era de tendències profundament republicanes, el que es plasmava en la publicació, si bé de manera més moderada que en capçaleres contemporànies que exercien com a altaveu de partits polítics.
La filosofia del periòdic es plasma en diverses frases que s'insereixen en els diferents editorials que il·lustren la primera pàgina de cada número, o bé es ressalten a la part alta de la pàgina. La seua vocació de periòdic local, alhora que dinamitzador de l'interès per l'art i la literatura queda patent en afirmacions com: "El nostre lema és sagrat i respectable: Tot per Elda i per a Elda", "Idella no persegueix fi lucrativa algun", "Més important que la riquesa econòmica ho és la riquesa moral", o "La Premsa és l'índex cultural dels pobles".
La presència i col·laboració de destacats literats va elevar considerablement el prestigi i acceptació del setmanari, la qual cosa unida a una nodrida participació en la publicitat de gran quantitat de comerços i fàbriques de calçat de la localitat, va propiciar que la vida del periòdic aconseguira els quatre anys, amb l'única interrupció del període entre el 13 de juliol de 1929, (Núm. 173, que va ser recollit i retirat de la circulació per la censura) i el 19 d'octubre de 1929 (Núm. 174) després de complir una sanció governativa de tres mesos.
En l'àmbit local, Idella tractava infinitat d'assumptes que afectaven la vida de la ciutat, encara que el seu focus d'atenció en temes locals solia centrar-se en la indústria del calçat i la seua problemàtica.
L'acceptació social i comercial de la capçalera no van evitar que Idella eixira al carrer per última vegada el 15 de març de 1930, amb el seu Núm. 194.

## Característiques principals
Data de publicació del primer número: 8 febrer 1926. Data de publicació de l'últim número (Núm. 194): 15 març 1930.
Redacció i administració: Carrer Colón, 16 d'Elda (Núm. 1 fins al 126). Carrer San José, 10 d'Elda (Núm. 127 fins a la seua desaparició).
Tallers d'impressió: Tipografia Moderna d'Elda (Núm. 1 al 26), Tallers Tipogràfics d'El Dia d'Alacant (Núm. 27 al 46), Tipografia Viuda de Cantó de Novelda (Núm. 47 al 194).
Equip fundador: Maximiliano García Soriano (Director), José Capella Beltrán (Redactor Cap), Emiliano Vera González (Administrador).
Directors: Maximiliano García Soriano (Núm. 1 al 26), Antonio Gonzálvez Vera (Núm. 27 al 52), José Capella Beltrán (Núm. 53 al 128, més 193 a 194), Cándido Amat Casáñez (Núm.129 al 192).
Equip de redactors durant la vida del setmanari: José Capilla Beltrán, Maximiliano García Soriano, Antonio Gonzálvez Vera, Cándido Amat Casáñez, Emiliano Vera, José Francès Berenguer, Manuel Maestre Payá, Eloy Català Cantó, Martín Llopis, Rafael Casanova, Ángel Vera Coronel, Emilio Rico Albert, José Joaquín González Payá, Rafael Juan Vera, Venancio Caballero, Joaquín Porta Rausa i Emèrit Maestre Maestre.
Col·laboradors ocasionals: superen el centenar al llarg de la vida del periòdic. caldria destacar a Rodolfo Llopis, Francisco Alonso Rico, Gaspar Archent Avellán, Luis Arráez Martínez, Isabel Calvera, Antonio Montoro, Luis Nieto García, Remedios Picó, Conchita Quiles, Norberto Roses Vives, Dr. Marcià Andrés Salgado Barbut, Ángel Samblancat, Miguel Tato i Amat, Silvestre Verdú, Miguel Villalta Gisbert o Julián de Zugazagoitia.
Dibuixants: Luis Bagaría Bou, Óscar Porta, José Amorós "Carlos", Luis, Kon-D i Viraguez.
Fotògrafs: les fotos no apareixen referenciades, per la qual cosa no és possible identificar als autors.
Dia d'aparició setmanal: dissabte.
Dimensions: 50 x 35 cms.
Nombre de columnes: 5.
Il·lustracions: vinyetes dibuixades, humor gràfic, caricatures, fotografies.
Seccions fixes: Editorial, Esports, Notes locals i generals.
Seccions variables: A tot rumb, Joies del periodisme, Ofertes i demandes, Esbossos, De la màscara i la pantalla, etc.

## Col·laboradors honoraris
Els escriptors que van col·laborar habitualment i que van aportar al periòdic la seua característica més reconeguda, la qualitat literària, van ser:
- José Martínez Ruiz "Azorín".
- Gabriel Miró.
- Rafael Altamira.
- Pío Baroja.
- Álvaro de Barnús.
- Juan Botella.
- Marcelino Domingo.
- Eduardo Zamacois.